# Harkness Tower

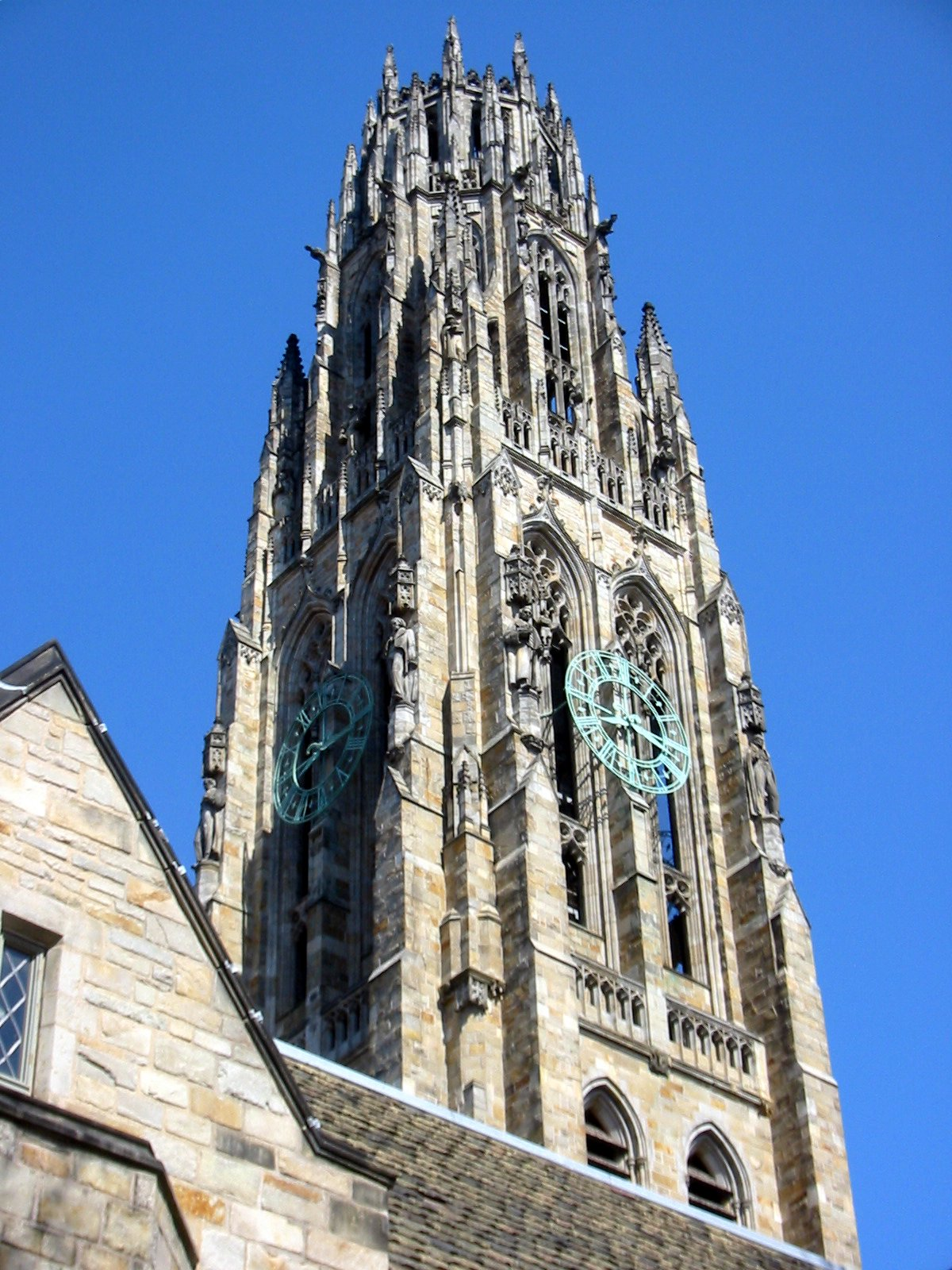
Harkness Tower

Der Harkness Tower ist ein Glockenturm auf dem Campus der Yale University in New Haven, Connecticut in den Vereinigten Staaten. Der nach dem architektonischen Vorbild des Boston Stump gestaltete Turm ist ein markantes Wahrzeichen der Universität. 
Der in den Jahren 1917 bis 1921 im Stil der Neogotik errichtete Turm wurde nach einer Spende von Anna M. Harkness nach ihrem Sohn, dem Yale-Absolventen Charles William Harkness aus dem Abschlussjahrgang von 1883, benannt.